# Пенні-фартинг

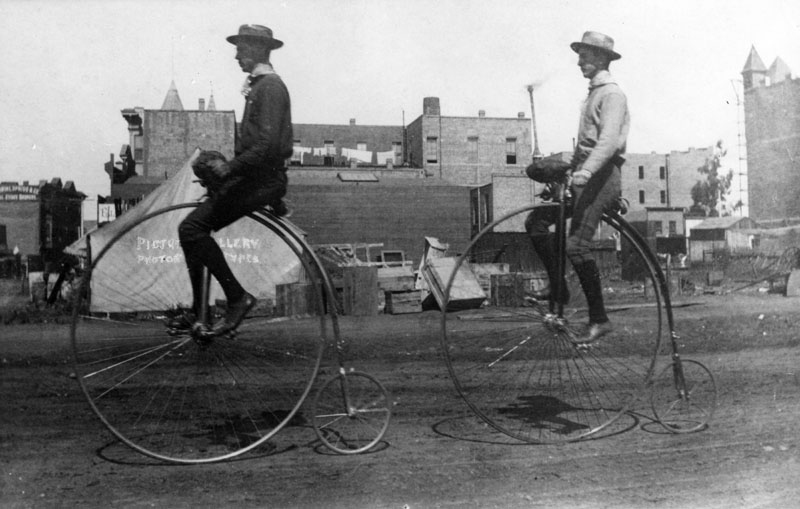

Пенні-фартинг (англ. penny-farthing, від пенні і фартинг), гран-бі (фр. grand-bi «високе колесо»), високе колесо (англ. high wheel, high wheeler) або «звичайний» (англ. ordinary) — один з ранніх типів велосипедів, що характеризується дуже великим переднім і маленьким заднім колесом, який набув поширення в 1880-х роках.

## Назва

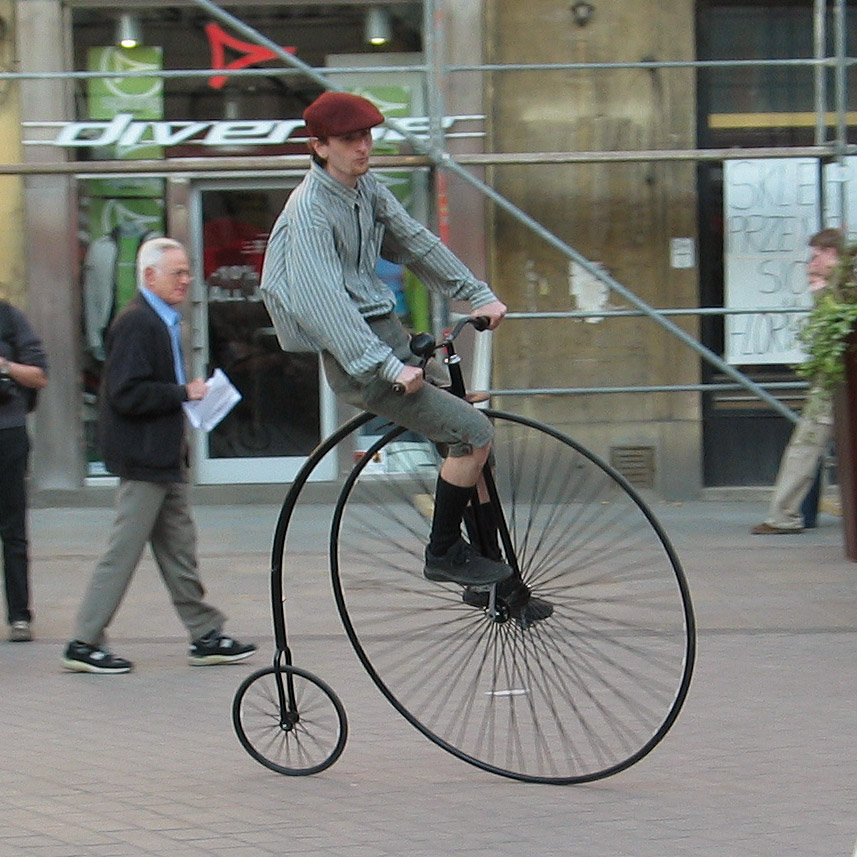

Назва пенні-фартинг походить від зовнішнього вигляду британських монет пенні й фартинга, оскільки одна з них (пенні) набагато більша за іншу (фартинг). Утім, ця назва почала використовуватись, коли сам тип велосипедів уже застарів — вперше у пресі цей термін було вжито 1891 року в журналі «Bicycling News», за часів поширення сучасного типу велосипедів. А впродовж періоду своєї популярності ці велосипеди називали просто велосипедами (англ. bicycle); наприкінці 1880-х їх також почали називати «звичайними» (англ. ordinary) — на противагу сучасному типу велосипедів.

## Конструкція

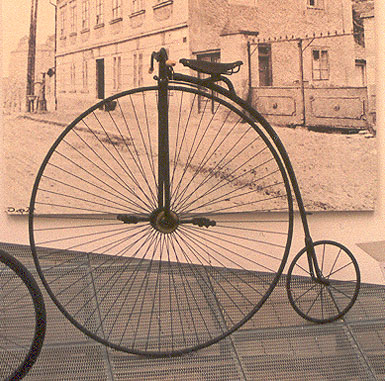

Головні відмінності пенні-фартингів від інших моделей велосипедів — це колеса суттєво різного (в декілька разів) діаметра та відсутність передачі. Шатуни з педалями безпосередньо приєднані до переднього колеса, тому швидкість його обертання обмежується частотою обертання педалей і діаметром колеса. Відповідно великі передні колеса рухають велосипед швидше. Заднє колесо слугувало лише для стабільності велосипеда під час руху. Кермо, педалі та сідло кріпилися на рамі біля переднього колеса. Щоб полегшити водієві сідати та злізати з велосипеда, позаду могла бути спеціальна сходинка. Існувало кілька конструкцій керма, щоб зробити велосипед безпечнішим. Найпоширенішим було «вусате» кермо.
Діаметр переднього колеса складав 102—152 см. Звичайні такі велосипеди важили близько 40 фунтів (18 кг), але гоночні моделі могли важити лише 16 фунтів (7 кг).
Їзда на пенні-фартингах вимагала сидіти майже прямо над великим переднім колесом. Різке гальмування або навіть різке педалювання назад могли спричинити падіння людини вперед з велосипеда. У той час як ранні пенні-фартинги виготовлялися з чавуну, пізніші велосипеди використовували порожнисті сталеві рами, що робило їх набагато легшими.

## Історія
Винахідниками пенні-фартинга вказуються двоє людей. Француз Ежен Меєр у 1869 році запатентував велосипед з високим ведучим колесом, яке стало можливо виготовляти завдяки легким натягнутим спицям. Наступного року Джеймс Старлі почав випускати велосипеди на основі французьких «костотрясів», але з більшим переднім колесом. Така конструкція ускладнювала обслуговування, але велосипед міг легко котитися нерівною поверхнею вулиць, де було багато бруківки та колій. Старлі також придумав додавати до велосипеда сходинку для зручності посадки та злізання водія. У 1878 році Альберт Поуп почав виробляти подібні ж велосипеди в Бостоні, зробивши їх популярними в США на наступні два десятиліття.
Через велику вартість таких велосипедів більшість їх власників були заможними чоловіками, які мали час. Саме за епохи пенні-фартингів з'явилися велосипедні клуби та велоперегони.
Через ризик злетіти вперед з велосипеда при зіткненні з перешкодою, водії часто клали ноги на кермо під час їзди схилом донизу. У випадку, якщо велосипед перекидався, водій міг упасти ногами до землі, а не вперед головою.
У 1885 році Джон Старлі, племінник Джеймса Старлі, винайшов «безпечний» велосипед з двома колесами однакового розміру та ланцюговою передачею, що поєднує педалі з заднім колесом. Ця конструкція дозволила використовувати колеса меншого діаметра, а отже знизити центр мас і підвищити безпеку.
Пенні-фартинги, попри вихід з широкого вжитку, використовуються ентузіастами та історичними реконструкторами.

Посадка на велосипед
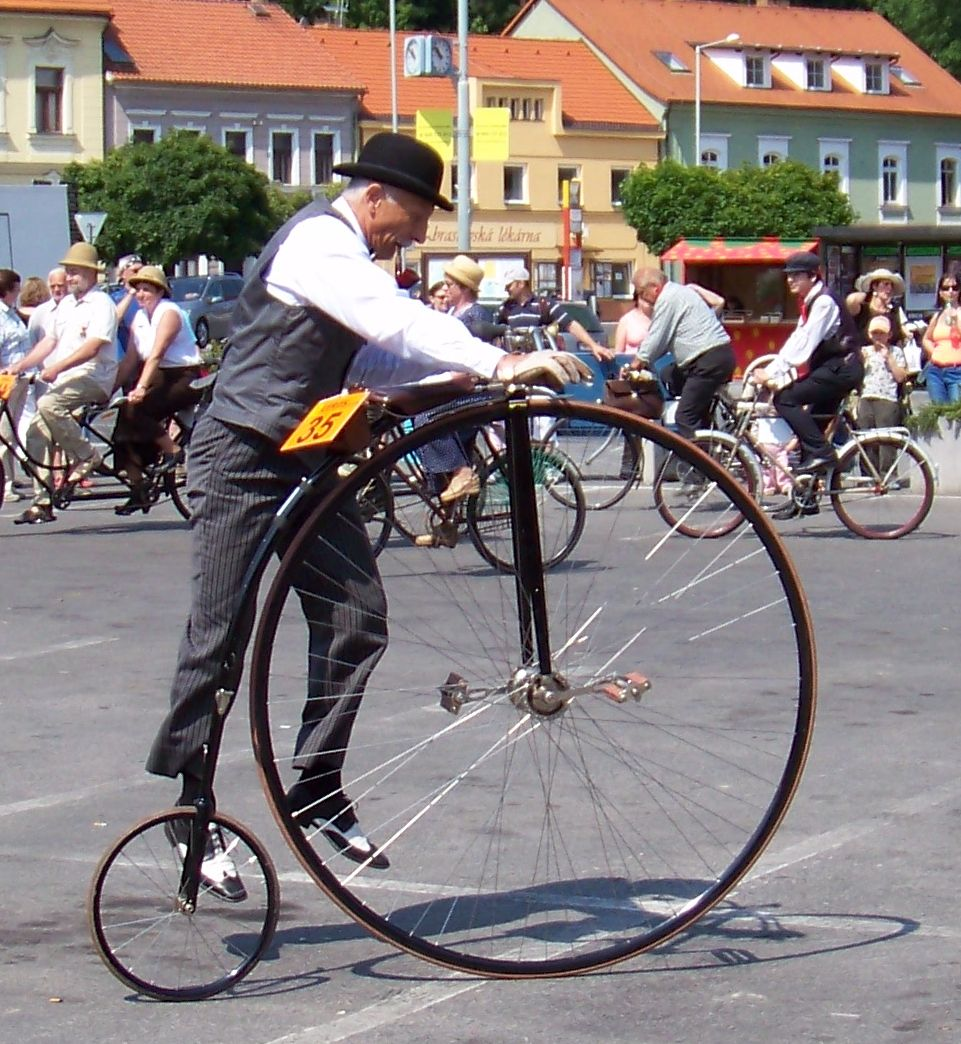
Перша персона
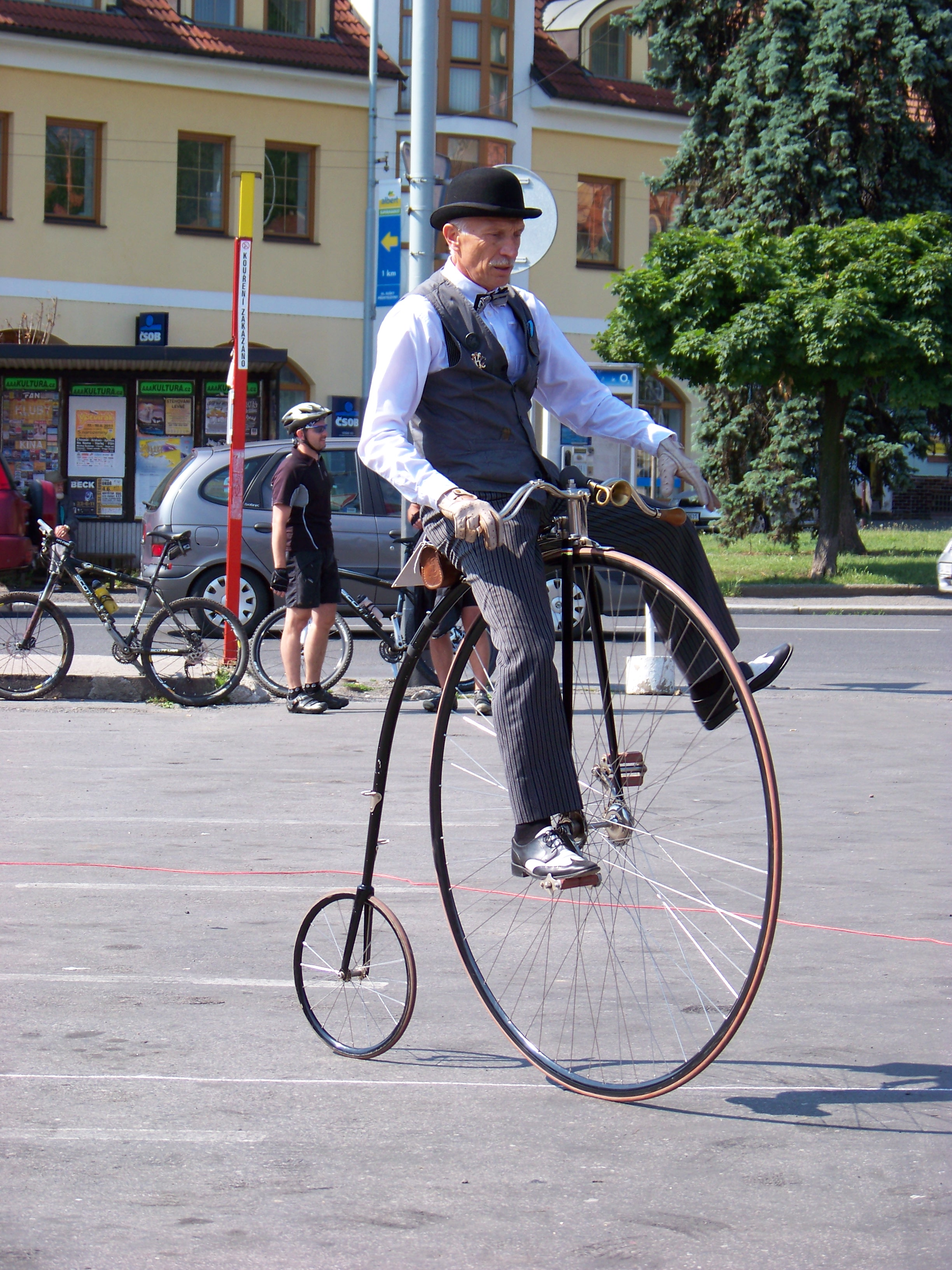
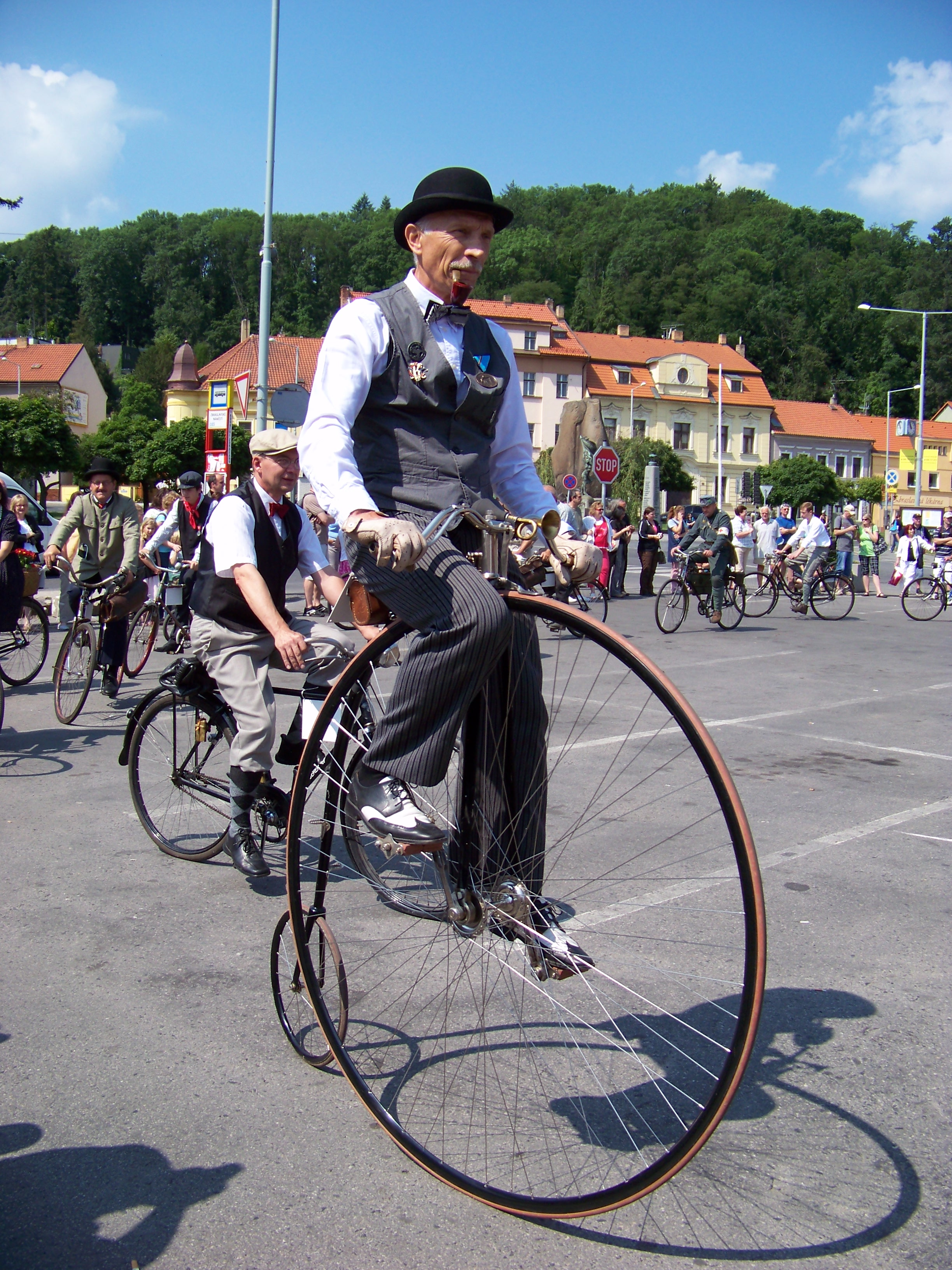
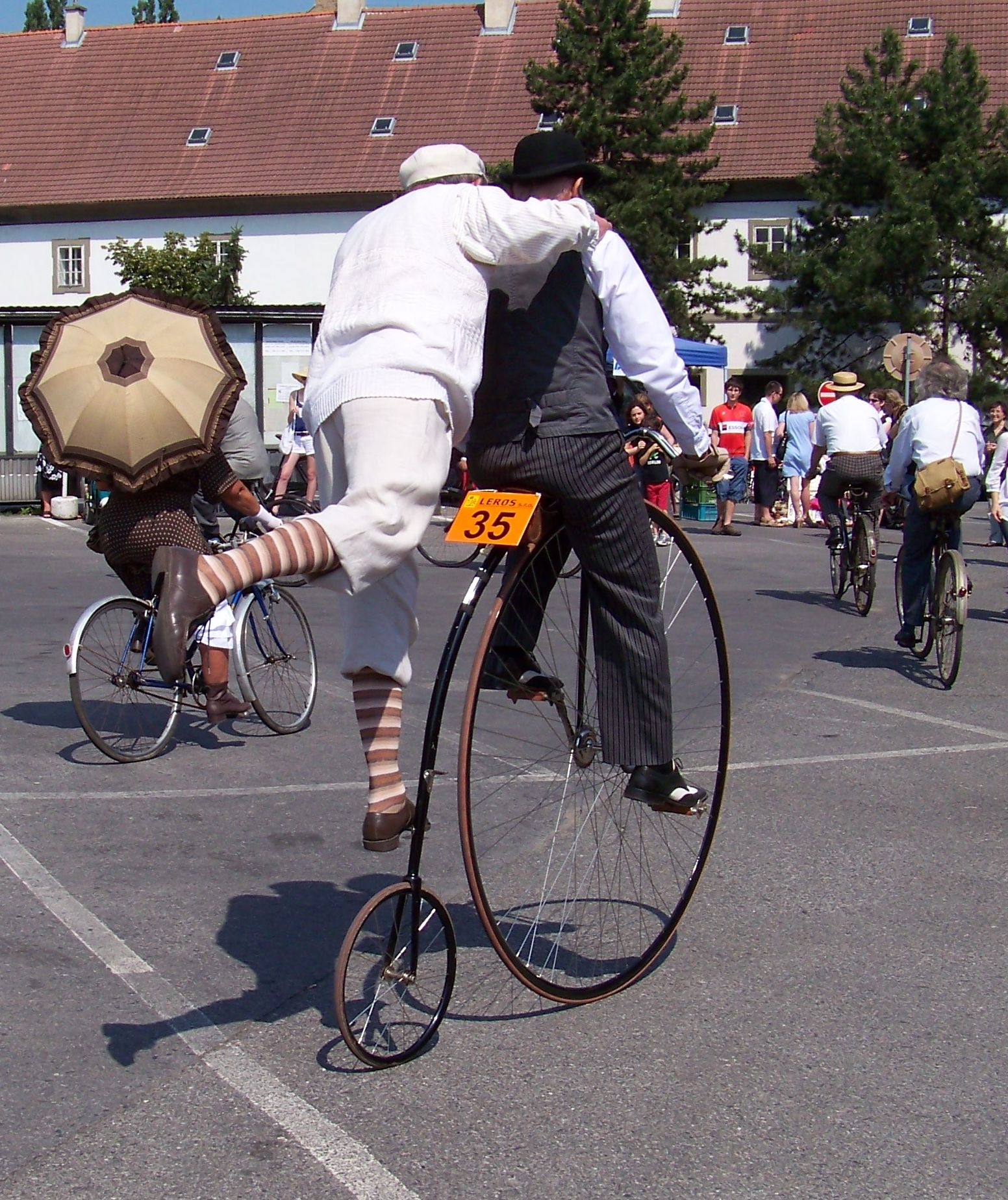
Друга персона